# Hitlers barn
Hitlers barn (engelska: Hitler's Children) är en amerikansk långfilm från 1943 i regi av Edward Dmytryk och Irving Reis, med Tim Holt, Bonita Granville, Kent Smith och Otto Kruger i rollerna.

## Handling
Professor Smith (Kent Smith) undervisar 1933 vid den amerikanska skolan i Berlin. Skolan ligger bredvid Horst Wessels skola som indoktrinerar barnen till att bli bra nazister. Under ett bråk mellan skolorna blir den amerikanskfödda tysken Karl Bruner (Tim Holt) kär i den tyskfödda amerikanskan Anna Miller (Bonita Granville). Sex år senare får Bruner, numera en officer i Gestapo, reda på att Anna har tagits till ett av tyskarnas fångläger.

## Rollista
| Tim Holt         | – Löjtnant Karl Bruner |
| Bonita Granville | – Anna Miller          |
| Kent Smith       | – Professor Nichols    |
| Otto Kruger      | – Överste Henkel       |
| H.B. Warner      | – Biskopen             |
| Lloyd Corrigan   | – Franz Erhart         |
| Erford Gage      | – Dr. Schmidt          |
| Hans Conried     | – Dr. Graf             |
| Gavin Muir       | – Nazistisk major      |
| Nancy Gates      | – Brenda               |

## Produktion
Regissören Irving Reis var den som ledde inspelningen av filmen till en början. Han hamnade snart i bråk med producenten Doc Golden och byttes ut mot Edward Dmytryk. Dmytryk hade innan denna film främst spelad in B-filmer, men efter succén med Hitlers barn blev han snabbt väldigt efterfrågad i Hollywood.
Producenten Golden var också ansvarig för att filmen fick sin titel, många biografägare var övertygade om att Hitlers namn i titeln skulle leda till färre besökare, men Golden och RKO vägrade ändra namnet.

## Mottagande
Filmen blev en stor succé och spelade in uppemot $7,5 miljoner dollar, trots en budget på blygsamma $100 000 dollar.